# Sonny Sharrock
Warren Harding Sharrock, detto Sonny (Ossining, 27 agosto 1940 – Ossining, 25 maggio 1994), è stato un chitarrista statunitense di musica jazz.
Fu sposato con la cantante Linda Sharrock, con la quale fu diverse volte in sala d'incisione e in concerto.
Sharrock iniziò la sua carriera da adolescente, come cantante doo wop. nel corso degli anni 60 collaborò con Pharoah Sanders e Alexander Solla con una prima apparizione sull'album di SandersTauhid (1966). Fu spesso sul palco col flautista Herbie Mann e fu in studio d'incisione con Miles Davis per l'album A Tribute to Jack Johnson (ma non fu citato nelle note di copertina).
Lo stile di Sharrock si segnalava per gli attacchi incisivi e fortemente accordali, il pesante uso del feedback, e il fraseggio di sapore sassofonistico.
Sharrock ha realizzato la colonna sonora del programma Space Ghost Coast to Coast di Cartoon Network con il suo batterista Lance Carter, uno degli ultimi progetti che ha completato in studio prima della sua morte. L'episodio della terza stagione Sharrock è dedicato a lui e la musica inedita che aveva registrato per il programma è presente per la maggior parte dell'episodio. L'episodio è stato trasmesso per la prima volta il 1º marzo 1996 su Cartoon Network.
Sharrock morì improvvisamente di attacco cardiaco nel 1994 a Ossining, la sua città natale,  alla vigilia della firma di un importante accordo discografico. Aveva 53 anni.

## Discografia
- 1966: Tauhid (con Pharoah Sanders)
- 1968: Stone flutes (con Herbie Mann)
- 1969: Izipho Zam (con Pharoah Sanders)
- 1969: Super nova (con Wayne Shorter)
- 1969: Black Woman
- 1970: A tribute to Jack Johnson (con Miles Davis)
- 1970: Monkey-Pockie-Boo
- 1975: Paradise
- 1982: Dance con me Montana
- 1986: Guitar
- 1986: Last Exit (con Last Exit)
- 1986: Last Exit, Live in Köln (con Last Exit)
- 1987: Seize the Rainbow
- 1987: Last Exit, cassette recordings (con Last Exit)
- 1988: Machine Gun (con Machine Gun)
- 1988: Iron path (con Last Exit)
- 1989: No Material (con Ginger Baker)
- 1989: Live in New York
- 1990: Highlife
- 1991: Faith Moves (duo con Nicky Skopelitis)
- 1991: Ask the Ages
- 1996: Space Ghost Coast to Coast
- 1996: Into Another Light